# Gaston III. (Foix)

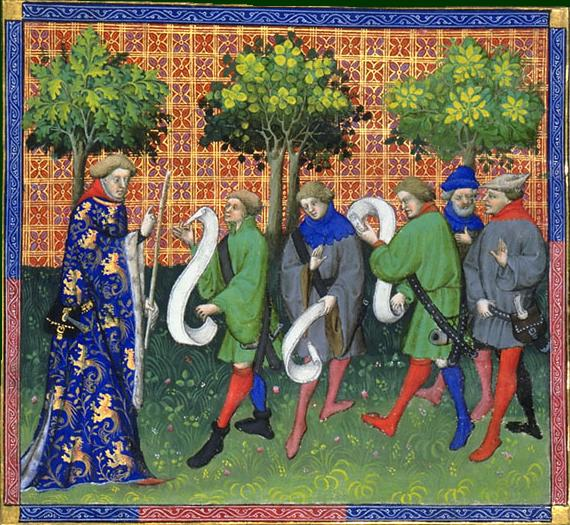
Gaston III. Fébus auf der Jagd. Miniatur aus einer Ausgabe des Livre de chasse.

Gaston III. Fébus (* 30. April 1331 in Orthez; † 1. August 1391), genannt auch Gaston Phoebus, war von 1343 bis zu seinem Tod Graf von Foix, Vizegraf von Béarn (als Gaston X.), Marsan und Lautrec sowie Co-Herr von Andorra. Er war der einzige legitime Erbe seines Vaters Graf Gaston II. und von dessen Ehefrau Aliénor von Comminges.

## Der Fürst der Pyrenäen
Gaston III. nannte sich selbst Fébus (Phoebus), angeblich weil er in seinem Äußeren dem griechischen Sonnengott Phoibos Apollon ähnelte. Sein Körper war schlank und athletisch, er hatte grüne Augen und blonde Haare. Später wurde Gaston aufgrund seines kriegerischen Auftretens auch „Lion de Pyrénées“ (Löwe der Pyrenäen) genannt.
Gaston erbte von seinem Vater ein ausgedehntes Länderkonglomerat, welches am Nordhang der Pyrenäen fast die gesamte Südgrenze des heutigen Frankreichs zu Spanien umfasste. Für seine östlichen Besitzungen (Foix und Lautrec) war er ein Vasall des französischen Königs, für seine westlichen (Béarn und Marsan) aber musste er dem englischen König huldigen, der zugleich auch Herzog der Gascogne war. Dieses doppelte Abhängigkeitsverhältnis sollte sich Gaston zu Nutze machen, indem er sich durch geschicktes politisches Lavieren zwischen beiden Königreichen eine nahezu souveräne fürstliche Position erkämpfte; zudem wurden seine Ländereien während des Hundertjährigen Krieges von größeren Kämpfen verschont, da beide Seiten darauf bedacht waren, den mächtigen Grafen von Foix nicht zu ihrem Feind zu machen.

## Im Hundertjährigen Krieg
Da Gaston beim Tod seines Vaters erst 14 Jahre alt war, führte zunächst seine Mutter die Regentschaft. Unterdessen nahm er aber bereits im Dienste Frankreichs an ersten Kämpfen gegen die Engländer teil, so zum Beispiel an einem erfolglosen Entsatz für Calais im August 1347. Dennoch wurde er für seinen Dienst belohnt, indem ihn König Philipp VI. zum Lieutenant-général des Languedoc ernannte. Weiterhin heiratete er 1349 in Paris die Prinzessin Agnes von Navarra, eine Schwägerin des Königs.

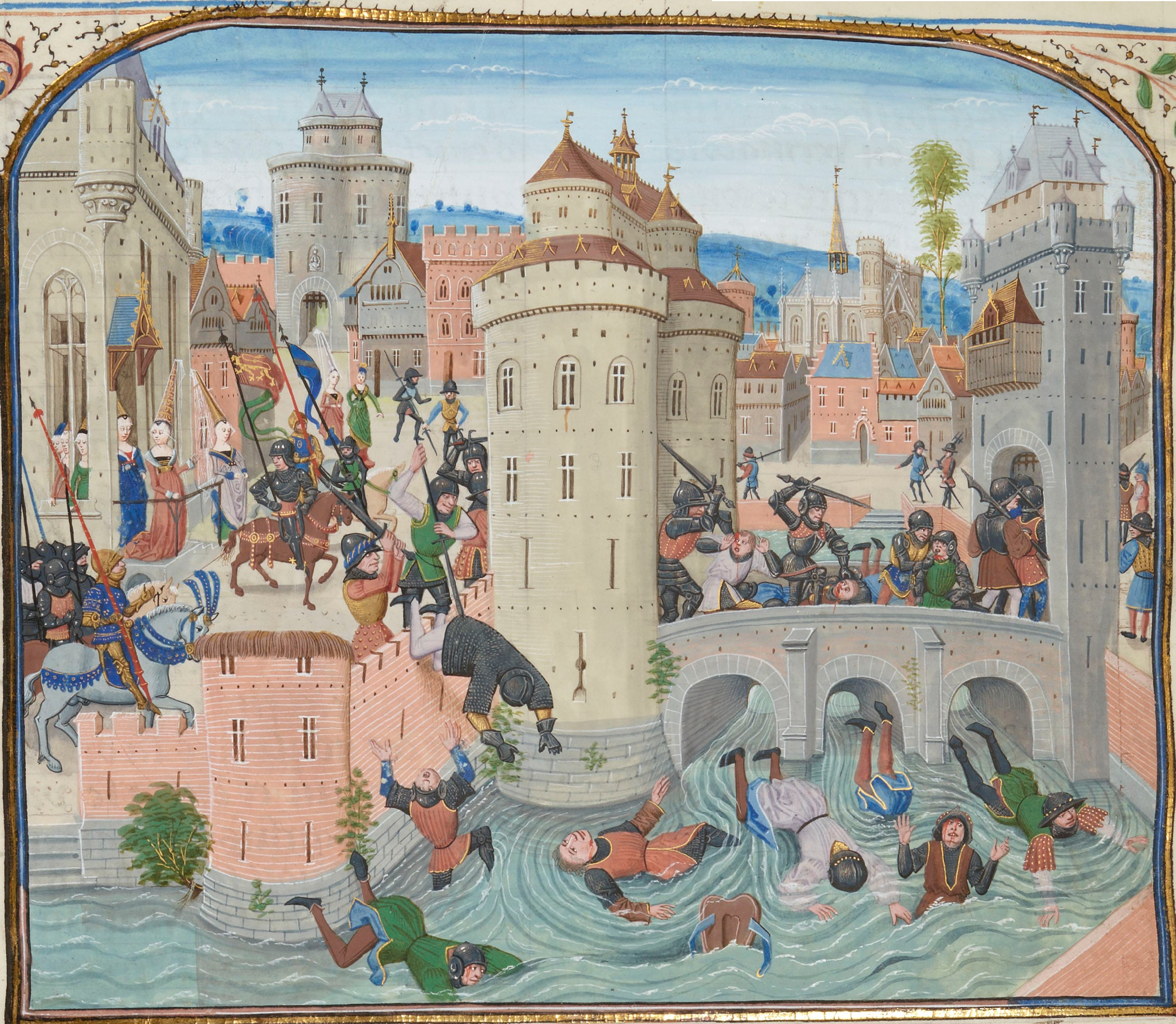
Die aufständischen Bauern der Jacquerie belagern Meaux

Gastons Treue zu Frankreich wurde nach der Thronbesteigung König Johanns II. 1350 allerdings erschüttert, weil dieser die Familie Armagnac stärker begünstigte. Die Grafen von Armagnac aber waren die größten Rivalen des Hauses Foix, da die Armagnacs seit mehreren Generationen einen Anspruch auf das Béarn erhoben. Deshalb verweigerte Gaston dem neuen König die geforderte Anerkennung und ging ein Bündnis mit dem eigenen Schwager, König Karl II. von Navarra, ein, der sich im Kampf gegen König Johann II. befand. Dieser Kampf endete jedoch im Juli 1356 mit der Gefangennahme der beiden Verbündeten durch den König von Frankreich. Aus der Haft wurde er bereits wenige Monate später entlassen, nachdem der König am 19. September 1356 nach der Schlacht bei Maupertuis in englische Gefangenschaft geraten war.
Als Buße für sein rebellisches Verhalten nahm Gaston an einer Preußenfahrt teil, indem er den Deutschen Orden im Baltikum im Kampf gegen die Pruzzen unterstützte. Nach seiner Rückkehr nach Frankreich Anfang 1358 befreite er die Gemahlin des Dauphins, Jeanne de Bourbon, und ihren familiären Anhang, welcher in der Burg von Meaux von aufständischen Bauern der großen Jacquerie eingeschlossen war. Für diese Waffentat wurde der Graf in den zeitgenössischen Chroniken immer wieder gerühmt. In dem 1360 zwischen England und Frankreich ausgehandelten Frieden von Brétigny wurde auch Gastons Position gestärkt, da Frankreich auf seine Souveränität über die Gascogne verzichtete. Dem neuen Souverän England musste Gaston aber nicht für das Béarn huldigen, womit er faktisch selbst zu einem souveränen Fürsten wurde.

## Kampf gegen Armagnac

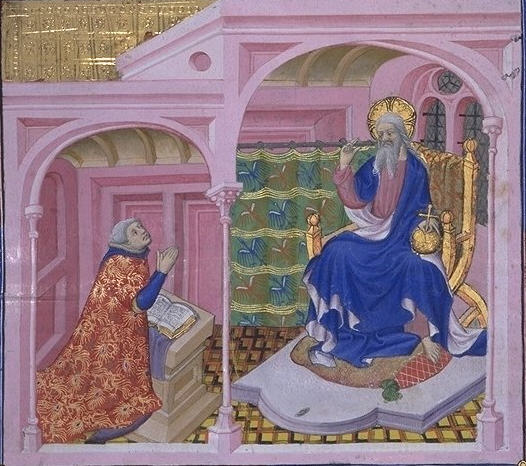
Gaston III. Fébus dargestellt bei einem Gebet. (Miniatur aus dem 15. Jahrhundert)

Wenngleich es in den nächsten Jahren, unter anderem im Juli 1360 durch die Vermittlung von Marschalls Boucicaut in Pamiers, wieder zu einer Annäherung zwischen Fébus und dem regierenden Dauphin Karl V. gekommen war, sollte der Graf nun in eine langjährige Auseinandersetzung mit den rivalisierenden Grafen von Armagnac geraten. Anlass dazu war einmal mehr der Streit um das Béarn, aber auch um den Anspruch auf die strategisch wichtige Grafschaft Bigorre, die sich in königlicher Verwaltung befand, wurde gekämpft. Gastons Kontrahent, Graf Johann I. von Armagnac, genoss dabei die stillschweigende Unterstützung des Dauphins, die Parteinahme des mächtigen Herzogs von Berry sowie des größten Teils des Feudaladels im Süden Frankreichs.
Bereits 1358 hatte Gaston zwei Burgen aus dem Besitz der Armagnac, Auterive und Sainte Gabelle, niedergebrannt, wonach es noch einmal zu einem Waffenstillstand gekommen war. Doch wenige Jahre später brach der Krieg erneut aus. Nach mehreren Scharmützeln und Belagerungen kam es am 5. Dezember 1362 auf der Ebene zwischen Launac, Thil und Larra zur entscheidenden Schlacht. Mit Hilfe englischer Söldner errang Gaston einen vollständigen Sieg über das feindliche Heer, dessen wichtigste Anführer er gefangen nehmen konnte. Neben dem Grafen von Armagnac waren dies der Herr von Albret und der Graf von Comminges.
Dieser Sieg festigte die Vormachtstellung des Hauses Foix-Béarn im Süden Frankreichs. Im Friedensvertrag vom 14. April 1363, der in der Abtei von St. Volusien bei Foix ausgehandelt wurde, musste der Graf von Armagnac seine Ansprüche auf Béarn und Marsan fallen lassen, außerdem wurde Gaston durch das Lösegeld, welches ihm die gefangenen Herren für ihre Freiheit zahlten, zu einem der reichsten Fürsten seiner Zeit. Das so gewonnene Vermögen, es waren ca. 500.000 Livres in Gold, investierte der Graf in den Ausbau seiner Burgen, wie zum Beispiel Sauveterre, Morlanne, Orthez, Pau und Foix.

## Kampf gegen Berry
Trotz des Friedens von 1363 sollte der Konflikt mit dem Haus Armagnac erst 1377 nach der Vermittlung des Herzogs Ludwig I. von Anjou zugunsten von Gaston Fébus endgültig beigelegt werden. Danach näherte sich dieser wieder dem König von Frankreich an, von dem Gaston im Mai 1380 erneut zum Lieutenant-général des Languedoc ernannt wurde. Dies sollte aber Ursache zu neuem Hader mit dem Königshaus sein, da der Herzog von Berry noch im selben Jahr die Unmündigkeit des neuen Königs Karl VI. ausnutzte und sich ebenfalls in diesem Amt bestätigen ließ.
Gaston war aber bereit, für das Statthalteramt zu kämpfen, und hatte dabei den größten Teil der Bevölkerung des Languedoc auf seiner Seite, eine Region, die durch lange Jahre harter Herrschaft des Herzogs von Berry gezeichnet war. Gaston besiegte Berry in der Schlacht von Revel am 7. Juli 1380, dennoch verzichtete er auf die Regierung des Languedoc, nachdem sich das Haus Berry durch die Vermittlung von Papst Clemens VII. bereit erklärt hatte, ihn mit einer hohen Summe zu entschädigen.
Im Jahr 1389 entspannte sich das Verhältnis beider Fürsten, als der Herzog von Berry die Gräfin Johanna II. von Auvergne heiratete, deren Cousin und Vormund Gaston war. Nachdem König Karl VI. 1390 volljährig geworden war, entmachtete er seinen Onkel Johann von Berry und übernahm selbst die Regierungsgeschäfte. Bei einem Treffen des Königs mit Gaston am 10. Januar 1390 in Mazères wurden letzte Differenzen zwischen dem Grafen und der Krone beigelegt.

## Tod und Erbe

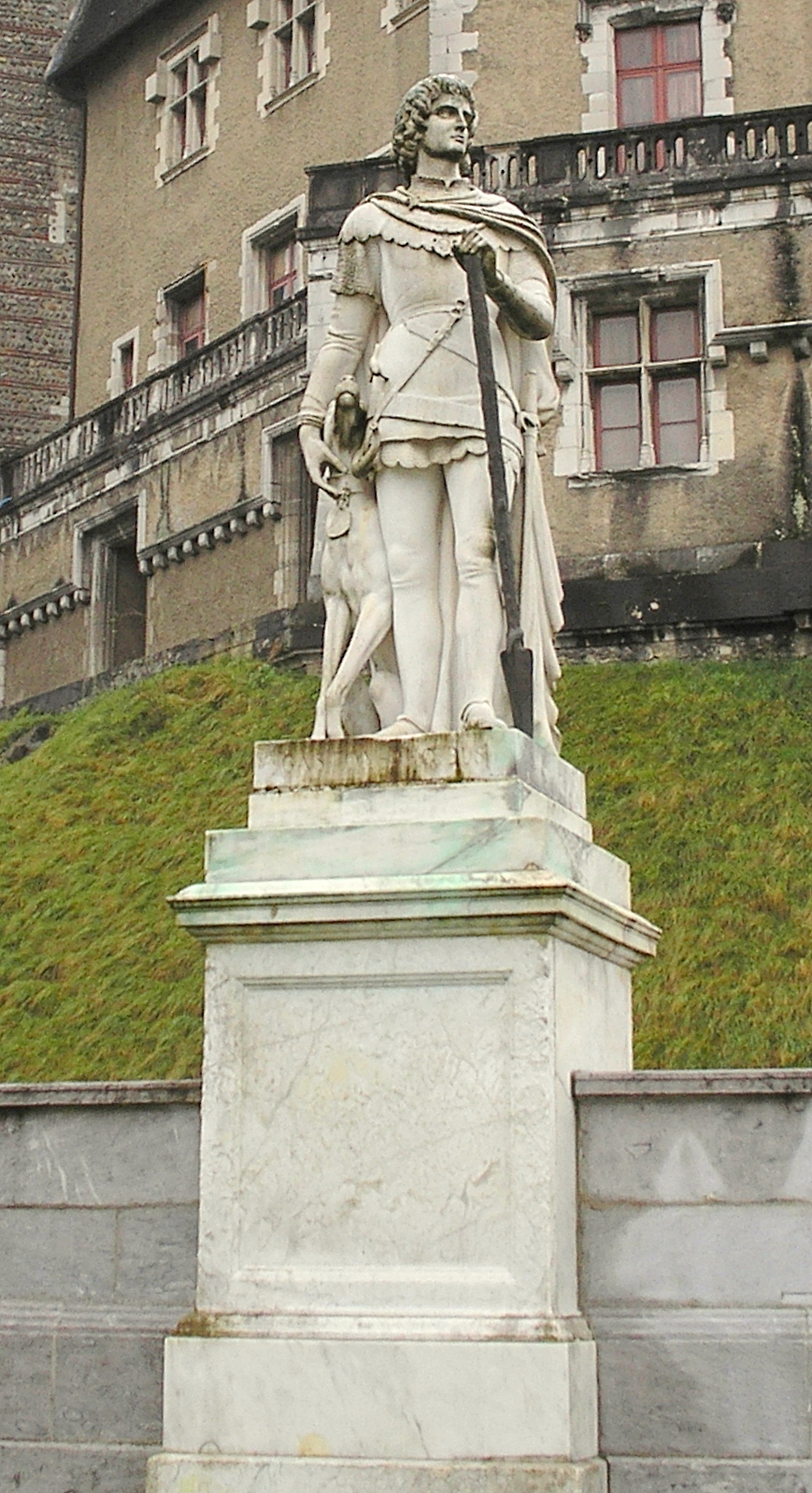
Statue des Gaston Fébus vor dem Schloss Pau

Gaston Fébus starb am 1. August 1391 in L’Hôpital-d’Orion unweit von Sauveterre. Er starb, nachdem er an einem schwül-heißen Tag nach einer Jagd in das Hospital eingekehrt war, um dort ein Mahl einzunehmen. Als er seine Hände zum Waschen in eine Schüssel voll kalten Wassers legte, soll ihn der Schlag getroffen haben: Ich bin des Todes, Gott der Herr sei gelobt, sollen seine letzten Worte gelautet haben.
Der Graf von Foix war eine der schillerndsten Persönlichkeiten des französischen Spätmittelalters. Er unterhielt in seiner Residenz zu Orthez einen der glanzvollsten Höfe seiner Zeit, der Ritter und Künstler aus ganz Frankreich an sich zog, darunter den Historiker Jean Froissart, dessen Chronik eine wesentliche Quelle zu Gastons Leben darstellt. Er war nicht nur bei Poeten und Chronisten beliebt, sondern auch beim Volk. In höfischer Umgebung von froher und ausgeglichener Natur, war er in politischen Dingen misstrauisch und zuweilen grausam. Diesem Temperament soll sein einziger Sohn und Erbe zum Opfer gefallen sein, als dieser von seinem Vater verdächtigt wurde, einen Mordanschlag gegen ihn führen zu wollen. Gaston Fébus ließ seinen Sohn daraufhin in einen Kerker einsperren und, nachdem dieser aus Angst vor Vergiftung die Nahrungsaufnahme verweigert hatte, misshandelte der Graf seinen Sohn so sehr, dass er sich eine Wunde am Hals zuzog und wenig später daran verstarb.
Diese Tat stürzte den Grafen in eine tiefe Trauer und er zog sich auf die Burg von Pau zurück, wo er das „Livre des Oraisons“ niederschrieb. Wie der Name besagt, enthält es eine Sammlung von Gebeten, in denen der Graf Gott um Vergebung für den Tod seines Sohnes ersucht. Noch bekannter aber wurde sein zweites literarisches Werk, das Le Livre de la Chasse, also das Buch von der Jagd, welches Gaston in den Jahren 1387 bis 1389 verfasste. Gaston widmete das Buch dem Herzog von Burgund, Philipp dem Kühnen. Dieses Buch ist eine der ältesten und berühmtesten Darstellungen der mittelalterlichen Jagd, es enthält etwa für die damalige Zeit unübliche Beobachtungen verschiedener Tiergattungen und war noch im 19. Jahrhundert als Lehrbuch in Gebrauch. Schon zu Gastons Lebzeiten wurde dieses Buch mehrmals abgeschrieben. Die allgemein als niveauvoll angesehene Handschrift in der französischen Nationalbibliothek gilt als Spitzenleistung der spätgotischen Buchmalerei.
Da Gaston verstarb, ohne einen legitimen Erben zu hinterlassen, fiel sein gesamter Besitz an die französische Krone, aber sein Lehensherr König Karl VI. vergab ihn sofort weiter an den Vizegrafen Mathieu von Castelbon, der ein Cousin zweiten Grades von Gaston war. Damit wurde die fürstlich-autonome Stellung der Länder um Foix und Béarn für weitere 200 Jahre gewährleistet, bis deren letzter Herr, Heinrich von Bourbon, 1589 als Heinrich IV. den französischen Königsthron bestieg und seine Ländereien daher wieder mit dem Kronbesitz verband.

## Ehe und Nachkommen
Graf Gaston III. Fébus war verheiratet mit Agnes von Navarra, welche sowohl von väterlicher als auch mütterliche Abstammung eine kapetingische Prinzessin war. Ihr Vater Graf Philipp von Évreux war ein Enkel König Philipps III. und ihre Mutter Königin Johanna II. von Navarra war eine Tochter König Ludwigs X. Die Ehe wurde bereits am 5. Juli 1248 vertraglich vereinbart und am 4. August 1349 in der Tempelkirche zu Paris geschlossen. Das Paar hatte einen Sohn:
- Gaston de Béarn (* um 1365, † um 1381), ⚭ Beatrix, Tochter des Grafen Johann II. von Armagnac

Darüber hinaus sind von Gaston Fébus vier illegitime Kinder bekannt:
- García (Gratien) († um 1399), Vizegraf von Vallée d’Ossau
- Jean (Yvain) († verbrannt am 30. Januar 1392 auf dem Bal des Ardents), Regent von Foix-Béarn
- Perarnaud (Pere Arnaud)
- Bernard (Bernal), Anhänger Heinrichs von Trastámara, ⚭ Isabel de la Cerda, Ur-Urenkelin König Alfons X. von Kastilien

## Ausstellung
- 2011/2012: Gaston Fébus. Prince Soleil 1331–1391, Musée de Cluny, Paris und anschließend im Musée national du Château de Pau.